# Kliniken (TV-serie)
Kliniken (tyska: Die Schwarzwaldklinik) är en av ZDF:s mest framgångsrika TV-serier. Den visades 1985-1989. Serien utspelar sig i Schwarzwald i södra Tyskland. I centrum står familjen Brinkmann, läkarna Klaus och Christa och Klaus son Udo (även han läkare).

## Skådespelare
- Klausjürgen Wussow - Klaus Brinkmann
- Gaby Dohm - Christa Brinkmann
- Sascha Hehn - Udo Brinkmann